# Beloslavec
Beloslavec je vesnice v Chorvatsku. Nachází se v opčině Bedenica v Záhřebské župě. 
Rozloha vesnice je 4,35 km2. Podle sčítání lidu z roku 2021 žije ve vesnici 218 obyvatel. 